# Nasdrovia
Nasdrovia es una serie de televisión española de comedia creada por Miguel Esteban, Luismi Pérez y Sergio Sarria. La serie es la adaptación de la novela, El hombre que odiaba a Paulo Coelho, escrita por Sarria. Dirigida por Marc Vigil y escrita por Miguel Esteban, Luismi Pérez y Sergio Sarria; cuenta como protagonistas a Hugo Silva y Leonor Watling. Su estreno se produjo el día 6 de noviembre  del 2020 en #0 en una coproducción de Globomedia y Movistar+.
En 2020, Movistar+ renovó la serie por una segunda y última temporada que se estrenó el 25 de febrero de 2022.

## Trama
Edurne y Julián son dos abogados de éxito profundamente estirados y algo esnobs. Fueron matrimonio varios años y ahora, ya divorciados, sin hijos y con un trabajo que les absorbe, tienen un miedo atroz al futuro y a la soledad. Su pequeño universo se tambalea cuando irrumpe en sus vidas la crisis de los 40 y Franky, un excepcional cocinero especializado en comida rusa. No se les ocurre otra manera de superar sus problemas que dejar sus trabajos y abrir un restaurante de comida rusa. Lo que no esperaban es que se convirtiera en el favorito de la mafia.

## Elenco
- Hugo Silva como Julían.[4]
- Anton Yakovlev como Boris.
- Leonor Watling como Edurne.
- Luis Bermejo como Franky.
- Kevin Brand como Yuri.
- Yan Tual como Vasili.
- Michael John Treanor como Sergei.
- Oleg Kricunova com Anatoli Tarasov

## Producción
La producción de la serie arrancó el pasado junio de 2019, cuando Movistar+ anunció que ya estaban en desarrollo de un nuevo proyecto y que ya tenían a Hugo Silva y a Leonor Watling como los protagonistas. Se trataba de una nueva comedia y con un toque muy ruso. La serie, producida por Movistar+ en colaboración con Globomedia, nace de un proyecto conjunto de varios guionistas expertos en comedia de nuestro país: Sergio Sarria ('El intermedio'), Miguel Esteban ('El fin de la comedia', 'Capítulo 0') y Luismi Pérez ('El intermedio', 'Capítulo 0'). A las riendas de la dirección se encuentra Marc Vigil, conocido por su labor en este campo en El Ministerio del Tiempo.
El 4 de julio de 2019 arrancó el rodaje en varias localizaciones emblemáticas de Madrid.
El 23 de abril de 2020 se confirmó que Movistar+ había dado luz verde para el desarrollo de una segunda temporada, incluso antes del estreno de la primera. La segunda temporada arrancó su rodaje en marzo de 2021 en Bulgaría; no obstante, la ficción pasará por diferentes localizaciones de España como Madrid o Asturias.

## Episodios
| Temporada | Temporada | Episodios | Episodios | Lanzamiento original   | Lanzamiento original    | Lanzamiento original |
| Temporada | Temporada | Episodios | Episodios | Primera emisión        | Última emisión          | Cadena               |
| --------- | --------- | --------- | --------- | ---------------------- | ----------------------- | -------------------- |
|           | 1         | 6         | 6         | 6 de noviembre de 2020 | 20 de noviembre de 2020 | Movistar+            |
|           | 2         | 6         | 6         | 25 de febrero de 2022  | 25 de febrero de 2022   | Movistar+            |

### Primera Temporada (2020)
| N.º | Título             | Dirigido por                | Escrito por                                  | Fecha de lanzamiento original | Audiencia (millones) |
| --- | ------------------ | --------------------------- | -------------------------------------------- | ----------------------------- | -------------------- |
| 1 | «Zapoi»            | Marc Vigil                  | Sergio Sarria, Luismi Pérez & Miguel Esteban | 6 de noviembre de 2020        | 42.000 (0.2%)        |
| Edurne y Julián sienten que han desperdiciado sus mejores años defendiendo a criminales y quieren cambiar de vida. Cuando por azar conocen a Franky, un chef especializado en cocina rusa, y les propone abrir un restaurante se lanzan de cabeza. |                    |                             |                                              |                               |                      |
| 2 | «Tkachenko»        | Marc Vigil                  | Sergio Sarria, Luismi Pérez & Miguel Esteban | 6 de noviembre de 2020        | —                    |
| Boris llega al Nasdrovia acompañado de Yuri y Vasili cuando el restaurante está a punto de cerrar y aunque Edurne intenta librarse de ellos, queda claro que no son personas que entren a razones. A Boris le fascina la cena y les dice que a partir de ahora será habitual. Aunque el tipo les da miedo, de algún modo les atrae y les cae bien.                              |                    |                             |                                              |                               |                      |
| 3 | «Proklyataya suka» | Marc Vigil y Miguel Esteban | Sergio Sarria, Luismi Pérez & Miguel Esteban | 13 de noviembre de 2020       | —                    |
| Edurne y Julián se dejan llevar y acceden a que Boris les eche una mano para que Aleksei, su proveedor de pescado les vuelva a vender producto. Los rusos han entrado en sus vidas completamente. |                    |                             |                                              |                               |                      |
| 4 | «Babuska»          | Marc Vigil                  | Sergio Sarria, Luismi Pérez & Miguel Esteban | 13 de noviembre de 2020       | —                    |
| Boris se apodera definitivamente del Nasdrovia y cierra el restaurante a su antojo para celebrar reuniones privadas para sus negocios. Edurne y Julián valoran la posibilidad de hablar con la policía, pero Franky, trata de convencerles para que se calmen. Además, Boris les anuncia que les dejará en paz si les prestan el Nasdrovia para celebrar un encuentro familiar. |                    |                             |                                              |                               |                      |
| 5 | «Politsiya»        | Marc Vigil                  | Sergio Sarria, Luismi Pérez & Miguel Esteban | 20 de noviembre de 2020       | —                    |
| Edurne y Julián se han dado cuenta de lo peligroso que es Boris. Franky es consciente del peligro, y precisamente por eso les dice que no es para tanto, son cosas de rusos. Pero deciden que al día siguiente irán los tres a la policía y contarán todo. |                    |                             |                                              |                               |                      |
| 6 | «Vor V Zakone»     | Marc Vigil                  | Sergio Sarria, Luismi Pérez & Miguel Esteban | 20 de noviembre de 2020       | —                    |
| Edurne, Julián y Franky preparan la cena de la organización con los hombres de Boris vigilándoles. Boris también se prepara para el evento mientras recuerda un momento traumático de su infancia. Los mafiosos llegan a la cena. Los dueños del Nasdrovia tiene un plan para salir con vida.                                                                                   |                    |                             |                                              |                               |                      |

### Segunda Temporada (2022)
La segunda y última temporada de la serie "Nasdrovia", protagonizada por Leonor Watling y Hugo Silva, llegará el próximo 25 de febrero a Movistar Plus+.
| N.º | Título              | Dirigido por | Escrito por | Fecha de lanzamiento original | Audiencia (millones) |
| --- | ------------------- | ------------ | ----------- | ----------------------------- | -------------------- |
| 1   | «Laika Virgin»      | Marc Vigil   | —           | 25 de febrero de 2022         | —                    |
| 2   | «Solzhenitsyn»      | Marc Vigil   | —           | 25 de febrero de 2022         | —                    |
| 3   | «Glutamat»          | Marc Vigil   | —           | 25 de febrero de 2022         | —                    |
| 4   | «Vinieron del Este» | Marc Vigil   | —           | 25 de febrero de 2022         | —                    |
| 5   | «Estado de alarma»  | Marc Vigil   | —           | 25 de febrero de 2022         | —                    |
| 6   | «Showtime»          | Marc Vigil   | —           | 25 de febrero de 2022         | —                    |

## Recepción

### Reconocimientos
| Año  | Premiación         | Categoría                                                 | Nominado(s)  | Resultado | Ref.   |
| ---- | ------------------ | --------------------------------------------------------- | ------------ | --------- | ------ |
| 2021 | Premios Feroz      | Mejor serie de comedia                                    | Nasdrovia    | Nominada  | [ 11 ] |
| 2022 | Premios MiM Series | Mejor DAMA a la mejor serie de comedia                    | Nasdrovia    | Ganadora  | [ 12 ] |
| 2022 | Premios MiM Series | Mejor DAMA a la mejor interpretación masculina de comedia | Luis Bermejo | Ganador   | [ 12 ] |
| 2022 | Premios MiM Series | Premio MIM a la mejor dirección                           | Marc Vigil   | Nominado  | [ 12 ] |